# Hortensia Bussi Soto
Hortensia Bussi Soto (castellà: Mercedes Hortensia Bussi Soto de Allende)  (Rancagua, 22 de juliol de 1914 - Santiago de Xile, 18 de juny de 2009), anomenada afectuosament com a Tencha, va ser una professora, bibliotecària i activista xilena. Cònjuge del president xilè Salvador Allende Gossens, el va acompanyar en aquesta condició durant el seu mandat a la presidència de la república de Xile, ostentant el càrrec protocol·lari de primera dama de Xile.